# Zębiełek zaroślowy
Zębiełek zaroślowy (Crocidura glassi) – gatunek owadożernego ssaka z rodziny ryjówkowatych (Soricidae). Występuje endemicznie w Etiopii w Wielkich Rowach Afrykańskich. Zamieszkuje górskie łąki, zarośla i wrzosowiska. Ekologia słabo poznana. Takson opisany naukowo w 1966 roku przez Heim de Balsaca. Ssak ten często jest mylony z C. fumosa lub C. thalia. Kariotyp wynosi 2n = 36, FN = 52. Relacje genetyczne zostały opisane w 2001 roku. W Czerwonej księdze gatunków zagrożonych Międzynarodowej Unii Ochrony Przyrody i Jej Zasobów od 2016 roku jest zaliczany do kategorii NT (bliski zagrożenia). Głównymi zagrożeniami dla tego gatunku są pożary oraz nadmierny wypas bydła.